# قائمة أمراء قطر
أَمِيْرُ دَوْلَةِ قَطَر هو حاكم دولة قطر حُكمًا وِرَاثيًّا، والعاهل ورأس الدولة، كما أنه رئيس أركان القوات المسلحة والضامن للدستور. وهو صاحب أقوى منصب في البلاد وله دور بارز في العلاقات الخارجية. أمراء قطر هم من أعضاء أسرة آل ثاني، التي تنتسب إلى بني تميم. منذ 25 يونيو 2013، تميم بن حمد آل ثاني هو الأمير الحالي.
كان هناك ثمانية حكام لقطر، جميعهم من عائلة آل ثاني. اُعتُرِفَ بالشيخ محمد بن ثاني أولَ حاكمٍ من عام 1851 عندما حقق اتِّحاد قبائل البلاد تحت قيادته.
أصبحت قطر جزءًا من الدولة العثمانية في عام 1871، على الرغم من احتفاظ الشيخ محمد بالسيطرة على شؤونها الداخلية.
بعد انتصار جيشه في معركة الوجبة في مارس 1893، اُعتُرِفَ بالحاكم الثاني الشيخ جاسم بن محمد آل ثاني مُؤَسِّسًا لدولة قطر، على الرغم من أنها ظلت جزءًا من الدولة العثمانية حتى يوليو 1913.
احتفظ العثمانيون بوجود عسكري في قطر حتى أغسطس 1915 وَوَقَّعَ الشيخ عبد الله بن جاسم آل ثاني المعاهدة الأنجلو-قطرية في 3 نوفمبر 1916. وكان الشيخ عبد الله هو الحاكم القطري من عام 1913 إلى عام 1949 وهو أحد القلائل، بما في ذلك الملكة فيلهلمينا، الذين امتدت وِلايَتِهِم خلال الحربين العالميتين (1914-1945). حُفِرَ أول بئر نفط قطري في أكتوبر 1938 وعُثِرَ على النفط في دخان في يناير 1940.
أصبحت قطر دَوْلَةً مُسْتَقِلَّةً في 3 سبتمبر 1971، ومنذ ذلك الحين، يُطلق على الحاكم لقبَ «الأَمِيْرِ».

## استلام المنصب
ينص الدستور الدائم لدولة قطر المنشور في 2005 على أن الحكم وراثي وفي أحفاد حمد بن خليفة آل ثاني. يُحَدَّدُ ترتيب الخلافة في قطر عبر التعيينات داخل منزل آل ثاني. عَيَّنَ أمير قطر الأسبق الشيخ حمد بن خليفة آل ثاني نجله الرابع الشيخ تميم بن حمد آل ثاني وريثًا لِلعَيَانِ في 5 أغسطس 2003 بعد نجله الأكبر الشيخ جاسم بن حمد بن خليفة آل ثاني (الذي شغل المنصب مِن سَنَةِ 1996 حَتَّى 2003) تنازل عن حقه في العرش لصالح الشيخ تميم.

## القائمة
| التسلسل                                               | الأمير                   | صورة | العلاقة مع سلفه | بداية الفترة   | نهاية الفترة   | طول الفترة | مُلاحظات |
| ----------------------------------------------------- | ------------------------ | ---- | --------------- | -------------- | -------------- | ---------- | --- |
| دولة قطر (14 صفر 1267 هـ/ 18 سبتمبر 1850م – حتى الآن) |                          |      |                 |                |                |            | |
| 1                                                     | محمد بن ثاني             |      | أول أمير        | 1850           | 18 ديسمبر 1878 | 28 سنةً     | - تأسيس حكم أسرة آل ثاني في قطر. - طلبه من العثمانيين في الأحساء حمايته من أي اعتداء خارجي، وحمايته من الدولة السعودية الثانية ومن البحرين. - حكم حتى وفاته. |
| 2                                                     | جاسم بن محمد آل ثاني     |      | نجل             | 18 ديسمبر 1878 | 17 يوليو 1913  | 35 سنةً     | - مؤسس إمارة قطر. - حكم حتى وفاته. |
| 3                                                     | عبد الله بن جاسم آل ثاني |      | نجل             | 17 يوليو 1913  | 20 أغسطس 1949  | 36 سنةً     | - في عهده غادر العثمانيون الدوحة في عام 1915م. - تنازل. توفي في 25 أبريل 1957. |
| 4                                                     | علي بن عبد الله آل ثاني  |      | نجل             | 20 أغسطس 1949  | 24 أكتوبر 1960 | 37 سنةً     | - أصبح حاكمًا لقطر في 20 أغسطس عام 1949م، بعدما تنازل له والده الشيخ عبد الله عن الحكم بعد 37 سنة قضاها في الحكم، وهي أطول مدة حكمها حاكم من آل ثاني. - تصدير أول شحنة بترول تجارية في عام 1949م. - مجانية التعليم والصحة والكهرباء والماء لشعب قطر. - تنازل. توفي في 31 أغسطس 1974. |
| 5                                                     | أحمد بن علي آل ثاني      |      | نجل             | 24 أكتوبر 1960 | 22 فبراير 1972 | 12 سنةً     | - إصدار عملة ريال قطر ودبي عام 1966. - إنشاء إذاعة قطر عام 1968. - إنشاء تلفزيون قطر عام 1970. - صدور الدستور المؤقت، وتشكيل أول مجلس وزراء عام 1970. - إعلان الاستقلال عن وصاية بريطانيا 3 سبتمبر عام 1971. - خُلِعَ من قبل ابن عمه خليفة. - توفي في 25 نوفمبر 1977.                  |
| 6                                                     | خليفة بن حمد آل ثاني     |      | ابن عمه         | 22 فبراير 1972 | 27 يونيو 1995  | 23 سنةً     | - تولّى مقاليد الحكم بعد قيامه بانقلاب أبيض على ابن عمه في 22 فبراير 1972م. - خُلِعَ من قبل ابنه حمد. - توفي يوم 23 أكتوبر 2016. |
| 7                                                     | حمد بن خليفة آل ثاني     |      | نجل             | 27 يونيو 1995  | 25 يونيو 2013  | 18 سنةً     | - تنازل، على قيد الحياة. |
| 8                                                     | تميم بن حمد آل ثاني      |      | نجل             | 25 يونيو 2013  | الآن           |            | - جهوده المبذولة لتعزيز الرياضة والحياة الصحية داخل الدولة. - يُعتبر تميم أصغر حاكم في دول مجلس التعاون الخليجي. |

## وصلات خارجيَّة
- حُكَّامُ قَطَر على موقع وزارة الخارجية القطرية.
- حُكَّامُ قَطَر على موقع الدِّيوان الأميري القطري.